# 卡漢
51°26′46″N 33°49′4″E / 51.44611°N 33.81778°E
卡漢（烏克蘭語：Кагань）是位於烏克蘭東北部的村莊，由蘇梅州科諾托普區的普蒂夫利市鎮負責管轄。該村處於克列文河左岸，分別距離亞齊涅4公里和斯特里利尼基4.5公里，海拔高度134米。